# برایت‌وود (اورگن)
برایت‌وود (به انگلیسی: Brightwood) یک منطقهٔ مسکونی در ایالات متحده آمریکا است که در شهرستان کلاکاماس، اورگن واقع شده‌است.